# Ярань
Яра́нь (сев.-зап. мар. Йӓрӓҥ) — река в России, правый приток Пижмы (бассейн Волги). Протекает главным образом по территории Кировской области (Яранский и Тужинский районы). В верхнем течении на участке около 1,5 километра образует границу между Кировской областью и Республикой Марий Эл. Устье реки находится в 91 км от устья по правому берегу реки Пижмы. Длина реки составляет 151 км, площадь водосборного бассейна 2220 км².
Высота устья — 81,8 м над уровнем моря. Высота истока — 150,7 м над уровнем моря.
На обоих берегах реки Ярань расположен город Яранск.

Бассейн Вятки

Исток реки находится среди холмов Вятского Увала у деревни Сушинцы в 28 км к юго-востоку от Яранска близ границы с Республикой Марий Эл. Вскоре после истока река на участке около 1,5 километра образует границу между Кировской областью и Марий Эл. Верхнее и среднее течение проходит по Яранскому району, нижнее — по Тужинскому. Направление течения в верховьях — юг, затем река поворачивает на запад, в среднем и нижнем течении течёт на север и северо-восток.
Крупнейший населённый пункт на берегах реки — город Яранск, кроме него на реке стоят сёла и местечки Салобеляк (центр Салобелякского сельского поселения), Шкаланка (центр Шкаланского сельского поселения), Знаменка (центр Знаменского сельского поселения), Опытное Поле (центр Опытнопольского сельского поселения), Греково (центр Грековского сельского поселения) и Пачи (центр Пачинского сельского поселения); а также целый ряд небольших деревень. Ниже села Салобеляк на реке плотина и небольшое водохранилище.
Ярань впадает в Пижму у деревни Устье, в 10 км к югу от посёлка Арбаж.

## Притоки
Перечислены от устья к истоку.
- 18 км: река Немдеж (лв)
- река Ныр (лв)
- река Пач (пр)
- 31 км: река Люмжа (пр)
- река Ныровка (лв)
- 41 км: река Руя (пр)
- 48 км: река Лесная Шошма (лв)
- 50 км: река Комужа (пр)
- река Индюшерка (лв)
- река Куреш (пр)
- 67 км: река Шошма (лв)
- река Ниликша (лв)
- 72 км: река Пиштань (пр)
- 76 км: река Уртма (лв)
- 81 км: река Ламба (лв)
- река Шуварка (пр)
- река Яблонка (лв)
- река Шуварка (лв)
- 98 км: река Ламба (лв)
- река Арламба (лв)
- 107 км: река Липянка (Люпянка) (лв)
- 108 км: река Лум (пр)
- река Красная (лв)
- река Вицура (лв)
- река Шкаланка (лв)
- река Елганка (пр)
- река Ер-Ярань (лв)
- река Долгань (пр)
- река Кугунер (лв)
- река Усла (пр)